# Obermoser (Weingut)

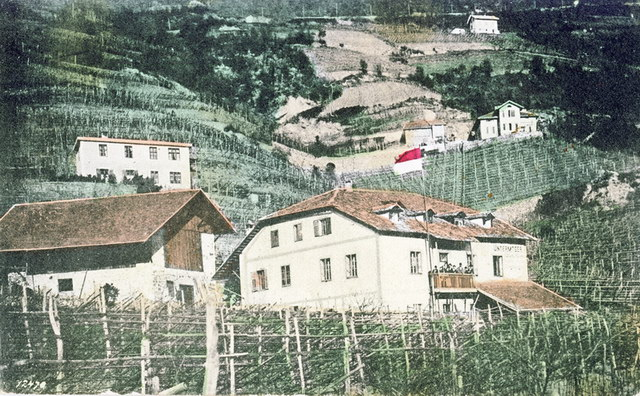
Obermoser um 1900 (links ober dem Stadel-Dach des Untermoser-Hofes)

Das Weingut Obermoser ist ein Weinbauern-Hof in St. Magdalena, einem Weindorf am Rande der Weinstadt Bozen in Südtirol. Das Weingut ist Mitglied der Vereinigung Freie Weinbauern Südtirol; es produziert als Erzeugerabfüllungen vorwiegend die Rotweine St. Magdalener und Lagrein, ergänzt durch den Weißwein aus der Sorte Sauvignon Blanc, auf einer Rebfläche von knapp 4 ha, verteilt auf 4 Einzellagen.

## Geschichte
1596 bzw. 1600 ist der Name (Ober-)Moser in St. Magdalena in Kirchenrechnungen mit „Davit Rigler zum Moser“ erwähnt, 1618 erscheint erstmals ein „Peter Fundnaster beim Obermoser“, 1684 „Peter Ebmacher Obermoser“. 1777 zinste das Gut an das Bozner Heiliggeistspital. Seither gab es mehrere Nennungen und verschiedene Besitzer. 1890 wurde das „Obermoser-Gütl“ von Christian J. Rottensteiner gekauft und gelangte somit in den Besitz der heute bewirtschaftenden Familie. Sowohl das Gebäude wie auch die dazugehörenden Weinrebenflächen waren zunächst äußerst bescheiden. Ab 1900 diente das Gebäude u. a. Gymnasiallehrer und Etymologe Georg Kötting aus Kreuznach als Wohndomizil. Im Jahre 1907 kaufte Franz J.C. Rottensteiner, der Sohn Christians, einen Teil der Liegenschaften, welche er 1912 in Erbfolge vom Vater komplett erhielt.
1939 erwarb Franz J.M. (Junior) Rottensteiner in Erbfolge den um Grafenleiten und andere Güter gewachsenen Hof, der bis Ende des Zweiten Weltkriegs hochverschuldet war. Dessen Sohn Heinrich F. Rottensteiner erhielt den Hof 1977 übertragen und baute Qualität und Flaschenabfüllung aus und erwarb weitere Güter in Kaltern. Seit etwa 1997 wird der Weinhof gemeinsam von Heinrich und dessen Sohn Thomas Rottensteiner bewirtschaftet. In den Jahren 2008 bis 2010 wurde der Weinhof grundlegend umgebaut und ging 2012 in Erbfolge an Thomas Rottensteiner über.

## Lagen

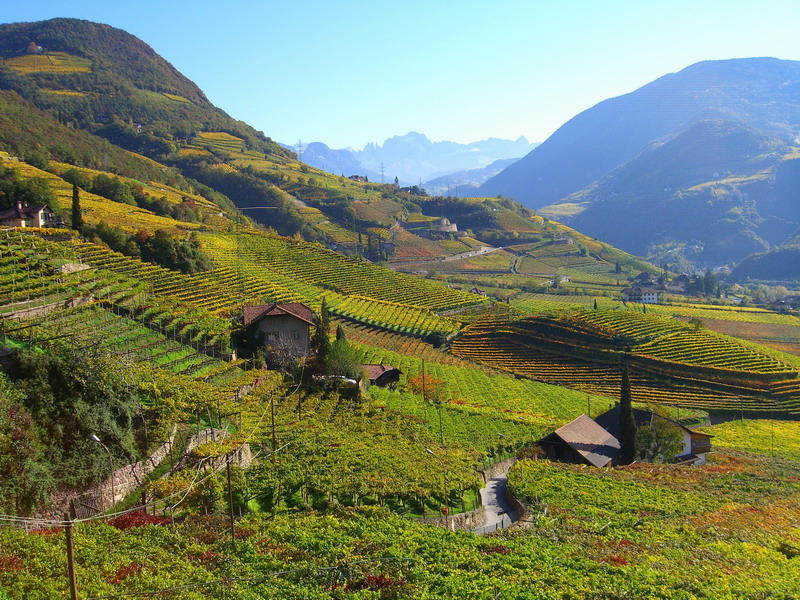
Weingut Obermoser (links) 2005

- Das ursprüngliche Gut befindet sich in Südlage um den Weinhof Obermoser, früher „Gütl“ bezeichnet, und ist auch heute noch vorwiegend dem St. Magdalener vorbehalten. Die Böden sind typisch moränig wie in der Zone.
- Mittels Pacht und später Kauf von den Bozner Grafen von Toggenburg, kam die südwestlich ausgerichtete „Grafenleiten“ hinzu, welche zusammen mit der südöstlichen „Rondell“-Lage des Glöggl-Hofes den kleinen St. Magdalener Moränenhügel bildet. Ein Großteil dieser Lage wird seit 1990 als reiner Lagrein Riserva „Grafenleiten“ vinifiziert. Der östliche Ansatz des Hügels ist überdurchschnittlich sandig und flinzig. Die südlichste Lage ist noch mit alten Vernatsch-Reben bepflanzt und wird als Selektion St. Magdalener Classico „Nobilis“ eingekellert.
- Eine Erbschaft erschloss die Südlage am „Hörtenberg“ an der Grenze zur Gemeinde Ritten, welche im unteren Teil mit Vernatsch und im oberen mit Sauvignon Blanc bepflanzt ist. In den letzten Jahrzehnten kamen kleine Weinbergstücke zu dieser Lage hinzu.

Diese drei Lagen sind sämtlich im Weindorf bzw. in der DOC-Unterzone St. Magdalena und unter der Aufsicht des Freiwilligen Schutzkonsortiums St. Magdalena.
- Mitte der 1990er wurde eine südöstlich ausgerichtete Hanglage in der Unterzone „Putzmauer“ in Kaltern am See erworben. Diese ist mit Lagrein und Sauvignon Blanc bepflanzt.

## Bewertungen / Referenzen
- St. Magdalener: Für den Jahrgang 2008 Höchstnoten durch Robert Parker’s Wine Advocate und Wein-Plus. Weitere ausgezeichnete Jahrgänge: 2007 (Enogea A. Masnaghetti), 2005 (Wein-Plus), 2002 und 2003 (Merum Selezione). Aus früheren Bewertungen sticht die Verleihung der Goldmedaille für den außerordentlichen Jahrgang 1951 bei der Bozner Weinkost 1952 heraus.
- Lagrein Riserva: 2015 (Corona), 2010 (Top Hundred Golosaria), 2009 (Drei Gläser), Höchst-Bewertungen 2006 & 2007 durch Robert Parker’s Wine Advocate.
- Sauvignon blanc: Jahrgang 2008 Top-Bewertung Robert Parker’s Wine Advocate, 2007er Finalist Enogea A. Masnaghetti